# Hans Eichner
Hans Eichner (geboren 30. Oktober 1921 in Wien; gestorben 8. April 2009 in Guelph) war ein kanadischer Germanist.

## Leben

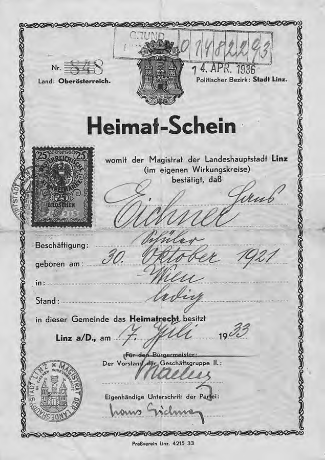
Heimatschein (1933)

Hans Eichner war ein Sohn des Kaufmanns Alexander Eichner (1893–1926) und der Valerie Ungar (1897–1971), er hatte einen Bruder. Er wuchs in Wien auf und besuchte ab 1931 das Bundesrealgymnasium in der Sperlgasse und ab 1935 die Höhere Bundeslehr- und Versuchsanstalt für chemische Industrie.
Er musste nach dem Anschluss Österreichs als Jude im Mai 1938 den Schulbesuch abbrechen. Im Dezember 1938 floh er als illegaler Immigrant nach Belgien und gelangte 1939 schließlich nach London, wo er den gleichaltrigen Wiener Flüchtling Erich Fried kennenlernte, mit dem er nach 1945 literarisch zusammenarbeitete. Im Zweiten Weltkrieg wurde er als Enemy Alien  interniert und nach Australien deportiert. Im Januar 1943 kehrte er nach England zurück und war Laborant  in einer Chemiefabrik. Abends studierte er an der London University, machte 1944 einen B.A. in Mathematik, Deutsch und Latein, und erhielt 1946 einen B.A. honors. 1949 wurde er bei Edna Purdie mit einer Arbeit über „Thomas Mann und Goethe“ promoviert.
Seit 1950 lehrte er in Kanada an der Queen’s University in Kingston (Ontario). Er erhielt 1959 die kanadische Staatsbürgerschaft. 1967 wechselte er an die University of Toronto und lehrte dort bis zu seiner Emeritierung im Jahr 1988. Beide Universitäten verliehen ihm Ehrendoktorate. Internationale Anerkennung erzielte Eichner als Mitarbeiter der historisch-kritischen Friedrich-Schlegel-Ausgabe (ab 1959), der er sechs Bände beisteuerte. Posthum erschien 2012 seine Sammlung zu „Friedrich Schlegel im Spiegel seiner Zeitgenossen“ in vier Bänden.
Eichner war Mitglied der Modern Language Association. Er erhielt eine Vielzahl wissenschaftlicher Auszeichnungen und 1982 den William Riley Parker Prize. Er wurde Fellow der Royal Society of Canada, erhielt 1983 in München die Goethe-Medaille, der österreichische Staat hingegen versagte ihm eine Ehrung.
Eichner war mit Joan M. Partridge verheiratet, sie hatten zwei Kinder. 1985 heiratete er in dritter Ehe die Germanistin an der University of Guelph Kari Grimstad (1937–2012).
Er schrieb nach seiner Pensionierung den Roman Kahn & Engelmann, eine Familiensaga mit autobiografischen Zügen, die 2000 in der Österreichischen Exilbibliothek erschien, eine englische Übersetzung erfolgte 2009. Im Jahr 2000 präsentierte er Kahn & Engelmann in Vorlesungen an verschiedenen Orten in Österreich.
2021 brachte der kanadische Germanist David G. John unter dem Titel Wem kein Bogen gesetzt einen Gedichtband mit Gedichten Eichners heraus.

## Schriften (Auswahl)
- Thomas Mann. Eine Einführung in sein Werk. 1953
- Friedrich Schlegel. New York: Twayne, 1970
- Ernst Behler, Jean-Jacques Anstett, Hans Eichner (Hrsg.): Friedrich Schlegel. Kritische Ausgabe seiner Werke. 35 Bände
- Lisa Kahn, Hans Eichner: Studies in German in memory of Robert Kahn. William Marsh Rice University, Houston 1971
- The Rise of Modern Science and the Genesis of Romanticism. 1982
- (Hrsg.): Romantic and its Cognates. The European History of a Word. Toronto, 1972
- Deutsche Literatur im klassisch-romantischen Zeitalter I. 1795–1805. 1. Teil. Lehrbuch. Bern, 1990
- Rodney Symington (Hrsg.): Hans Eichner: Against the grain : selected essays : ausgewählte Aufsätze = Gegen den Strich. Bern: Lang, 2003
- Kahn & Engelmann. Eine Familien-Saga. Picus, Wien 2000